# Ryd Kloster
Ryd Kloster var et kloster ved landsbyen Skovby (nu Lyksborg) ved Flensborg Fjord i Angel. Klosteret lå dér, hvor nu Lyksborg Slot og dets slotsdam ligger. Klosteret blev opført i 1210 og tilhørte cistercienserordenen. Munkene kom fra det nedlagte Guldholm Kloster ved Langsøen nær Slesvig by. Ryd Kloster bestod til 1541. 1582 blev klostret nedrevet af Hans den Yngre, som så byggede Lyksborg Slot i årene 1583-87. Klosterkomplekset var ca. 350 m langt og 200 m bredt og bestod af korsgang og gård, søjlesalsfløj, lægbroderfløj med køkken og spisesal, kirke og kirkegård samt sygehus og herberg.
Klosteret var opkaldt efter den nærliggende landsby Ryde (rus regis) og hørte under Munkbrarup Sogn. Ryd Kloster havde mange besiddelser i omegnen. Stednavne som Munkvolstrup eller Munkbrarup minder stadig om det. Munkene på Ryd Kloster skrev i sidste halvdel af 1200-tallet den middelalderlige krønike Rydårbogen (på latin Annales Ryenses). Årbogen omhandler Danmarks historie fra sagntiden til 1288.
I 2005 fandt arkæologer klosterets ruiner på bunden af den nuværende Lyksborg Slotsdam/Slotssø. De fandt blandt andet klostrets kirkegård med murede grave af munkesten. I en af gravene fandtes et velbevaret skelet. Rundt om denne grav lå flere kranier og knogler.